# Lactuca bourgaei
Lactuca bourgaei là một loài thực vật có hoa trong họ Cúc. Loài này được (Boiss.) Irish & Taylor mô tả khoa học đầu tiên năm 1916.